# Yoruichi Shihōin
Yoruichi Shihōin (jap. 四楓院夜一 Shihōin Yoruichi) – jedna z postaci anime i mangi Bleach. Zwana także shunshin (瞬神), co można przetłumaczyć jako Bogini Szybkości. Yoruichi Shihōin to ciemnoskóra kobieta, posiadająca zdolność przemiany w czarnego kota. Jest inteligentna i dowcipna. Pełniła funkcję dowódcy Jednostki Terenowej w Soul Society. Mimo że szlachetnie urodzona, zachowuje się przeciwnie do jej stanu społecznego. Doskonała instruktorka, bardzo wymagająca. Trenuje Chada i Orihime Inoue przed wyprawą do Soul Society. Pomogła także Ichigo w osiągnięciu ostatecznej formy jego miecza (bankai), za pomocą metody wynalezionej przez Kisuke Uraharę.

## Życiorys
Yoruichi Shihōin była dowódczynią 2. Dywizji Gotei 13. Została 22. w kolejności głową rodziny płatnerzy – Shihōin, jednej z Czterech Wielkich Rodów Szlacheckich (Yon Daikizoku), a zarazem pierwszą kobietą na tym stanowisku. W tamtych czasach zdobyła wielki szacunek w Soul Society. Około 100 lat przed historią przedstawioną w serii, pomogła Kisuke Uraharze w jego ucieczce z Soul Society, przez co straciła swój status społeczny. Jest w bardzo bliskich stosunkach z Uraharą.
W czasach, gdy Yoruichi była dowódcą Tajnej Jednostki Terenowej, mianowała Soifon swoim ochroniarzem, i jednocześnie została jej mentorką. Nauczyła Soifon większości technik, jakie znała. W rezultacie, po zniknięciu Yoruichi ze Soul Society, Soifon zastąpiła ją na stanowisku dowódcy 2 dywizji.

## Zanpakutō
Postać i imię zanpakutō Yoruichi są nieznane. W mandze i anime podczas retrospekcji wydarzeń można zauważyć, iż jej broń przypominała Kodachi lub Wakizashi – krótki miecz.

## Umiejętności
- Najczęściej używaną, wyjątkową umiejętnością Yoruichi jest jej umiejętność zmiany w czarnego kota. Potrafi ona pozostać w tej formie przez dowolnie długi czas. Jako czarny kot, Yoruichi wciąż potrafi korzystać z większości swych umiejętności. Ta forma dodatkowo sprawia iż bardzo łatwo może umknąć przeciwnikowi i ukryć się. Jej głos w kociej postaci jest o wiele niższy niż normalnie, przez co może sprawiać wrażenie, iż jest mężczyzną.

- Shunpo (jap. 瞬歩 – Błyskawiczne Kroki) – Mniej wyjątkową lecz niemniej ważną specjalnością jest shunpo, które pozwalają jej poruszać się z niesamowitą prędkością. Mimo że wielu shinigami wyćwiczyło tę umiejętność, to właśnie Yoruichi zdobyła przydomek Bogini Szybkości (瞬神shunshin Yoruichi). Opanowała shunpo do tego stopnia, iż wydaje się, że potrafi się pojawić w kilku miejscach jednocześnie i pokonać cały oddział wroga.

- Yoruichi to także mistrzyni walki wręcz (白打 hakuda, dosł. "białe ciosy") i magii demonicznej (鬼道 kidō, dosł. "droga demona"). Opanowała jedną z najpotężniejszych technik łączących te dwie sztuki walki. Technika ta, to Shunkō (瞬閧 – Skrzący Się Okrzyk). Jej wykonawca zostaje pokryty na plecach i ramionach skondensowaną energią, która przypomina błyskawice. Ubranie w miejscach nagromadzenia się energii zostaje rozdarte pod jej wpływem. Następnie energia może zostać przekazana do kończyn lub wystrzelona w kierunku przeciwnika.

- Yoruichi posiada także dwa przedmioty, które umożliwiają latanie. Pierwszy z nich to różdżka z czaszką na jednym końcu i macką, która owija się wokół ramienia, na drugim. Owinąwszy się, z różdżki wysuwa się pojedyncze, duże skrzydło przypominające skrzydło nietoperza. Lot rozpoczyna się po wypowiedzeniu słowa tobe (jap. 飛べ – leć). Drugi przedmiot to Tentōken (天踏絢 – Niebiańska Szata) – brązowa peleryna przywiązana grubym sznurem do obroży na szyi. Do sznura przywiązana jest brosza z wygrawerowanym herbem rodu Shihouin. Identycznie jak ma to miejsce w przypadku latającego skrzydła, do używania peleryny nie potrzeba żadnych specjalnych umiejętności ani treningu.

## Imię i nazwisko
Imię i nazwisko Yoruichi Shihōin składają się z następujących znaków:
- Yoruichi (夜 Yoru – noc; 一 ichi – jeden)
- Shihōin (四 Shi – cztery; 楓 hō – klon (drzewo), 院 in – świątynia, instytucja, dwór) – w herbie rodu Shihōin widnieją cztery liście klonu.